# مارکوس پرول
مارکوس پرول (انگلیسی: Markus Pröll؛ زادهٔ ۲۸ اوت ۱۹۷۹) بازیکن فوتبال اهل آلمان است.
از باشگاه‌هایی که در آن بازی کرده‌است می‌توان به باشگاه فوتبال آینتراخت فرانکفورت، باشگاه فوتبال پانیونیوس، و باشگاه فوتبال کلن اشاره کرد.
وی همچنین در تیم ملی فوتبال زیر ۲۱ سال آلمان بازی کرده‌است.